# Coupe d'Allemagne de football 2006-2007
Navigation
Édition précédente Édition suivante
La Coupe d'Allemagne 2006-2007 était la 54e édition de la coupe d'Allemagne, et a vu le FC Nuremberg l'emporter sur le VfB Stuttgart en finale, le 26 mai 2007. Ce fut la quatrième Coupe d'Allemagne remportée par Nuremberg.

## Trente-deuxièmes de finale
Les matchs des trente-deuxièmes de finale se sont joués les 8, 9  et 10 septembre 2006. Les 18 clubs de Bundesliga 1 et de Bundesliga 2 ont fait leur entrée en lice.
Le petit poucet de la compétition est le FC Bremerhaven, club amateur de cinquième division jouant en Verbandsliga.
| Équipe 1                        | Score | Équipe 2                      |     |
| SV Sandhausen (D3)              | 0 - 2 | Greuther Fürth (D2)           |     |
| VfL Osnabrück (D3)              | 3 - 1 | Eintracht Braunschweig (D2)   |     |
| SpVgg Bayreuth (D3)             | 0 - 2 | Kickers Offenbach (D2)        |     |
| TeBe Berlin (D4)                | 1 - 3 | Karlsruher SC (D1)            |     |
| FC Magdebourg (D3)              | 1 - 1 | Paderborn 07 (D2)             | 7-6 |
| Westfalia Herne (D4)            | 1 - 2 | Erzgebirge Aue (D2)           |     |
| SG Dynamo Dresde (D3)           | 2 - 3 | Hanovre 96 (D1)               |     |
| Delbrücker SC (D4)              | 2 - 4 | SC Fribourg (D2)              |     |
| Hansa Rostock (rés.) (D3)       | 1 - 9 | Schalke 04 (D1)               |     |
| TSG Thannhausen (D4)            | 0 - 3 | Borussia Dortmund (D1)        |     |
| FK 03 Pirmasens (D4)            | 1 - 1 | Werder Brême (D1)             | 4-2 |
| BV Cloppenburg (D4)             | 0 - 1 | FC Nuremberg (D1)             |     |
| 1. FC Gera 03 (D4)              | 0 - 2 | FC Kaiserslautern (D2)        |     |
| Rot-Weiss Essen (D3)            | 1 - 0 | Energie Cottbus (D1)          |     |
| Stuttgarter Kickers (D3)        | 4 - 3 | Hambourg SV (D1)              |     |
| TuS Koblenz (D2)                | 2 - 2 | Bayer Leverkusen (D1)         | 1-3 |
| FC Augsburg (D2)                | 3 - 4 | Wacker Burghausen (D2)        |     |
| Alemannia Aachen II (rés.) (D3) | 0 - 4 | VfB Stuttgart (D1)            |     |
| Siegen (D3)                     | 0 - 2 | SG Eintracht Francfort (D1)   |     |
| FC Homburg (D4)                 | 1 - 2 | VfL Bochum (D1)               |     |
| FC Sankt Pauli (D3)             | 1 - 2 | Bayern Munich (D1)            |     |
| SSVg Velbert (D4)               | 0 - 3 | Unterhaching (D2)             |     |
| SV Rossbach (D4)                | 1 - 4 | Borussia Mönchengladbach (D1) |     |
| Rot-Weiß Ahlen (D3)             | 1 - 2 | MSV Duisbourg (D2)            |     |
| SV Babelsberg 03 (D3)           | 2 - 1 | FC Hansa Rostock (D2)         |     |
| FC Carl Zeiss Iéna (D2)         | 1 - 2 | FC Cologne (D2)               |     |
| VfB Lübeck (D3)                 | 1 - 0 | TSV Munich 1860 (D2)          |     |
| FC Bremerhaven (D5)             | 1 - 3 | VfL Wolfsburg (D1)            |     |
| Sarrebruck (D3)                 | 1 - 0 | 1.FSV Mayence 05 (D1)         |     |
| Chemnitzer FC (D4)              | 0 - 2 | Aix-la-Chapelle (D1)          |     |
| SV Darmstadt 98 (D3)            | 0 - 1 | Hertha BSC Berlin (D1)        |     |
| SC Pfullendorf (D3)             | 2 - 1 | Arminia Bielefeld (D1)        |     |

1. 1 2 3  aux tirs au but
2. 1 2 3  après prolongations

## Seizièmes de finale
Les matchs des seizièmes de finale se sont joués les 24 et 25 octobre 2006.
Il ne reste qu'un seul club de 4e division à ce stade de la compétition. Il s'agit du SV Babelsberg 03, modeste club amateur basé à Potsdam et qui joue en Oberliga.
| Équipe 1                 | Score | Équipe 2                      |     |
| SV Babelsberg 03 (D4)    | 2 - 4 | VfB Stuttgart (D1)            |     |
| Sarrebruck (D3)          | 0 - 2 | Greuther Fürth (D2)           |     |
| FK 03 Pirmasens (D3)     | 0 - 3 | Unterhaching (D2)             |     |
| VfB Lübeck (D3)          | 0 - 0 | Wacker Burghausen (D2)        | 4-5 |
| VfL Bochum (D1)          | 3 - 2 | Karlsruher SC (D2)            |     |
| VfL Wolfsburg (D1)       | 1 - 0 | SC Fribourg (D2)              |     |
| Borussia Dortmund (D1)   | 0 - 1 | Hanovre 96 (D1)               |     |
| FC Cologne (D2)          | 4 - 2 | Schalke 04 (D1)               |     |
| Aix-la-Chapelle (D1)     | 4 - 2 | Erzgebirge Aue (D2)           |     |
| SC Pfullendorf (D3)      | 0 - 2 | Kickers Offenbach (D2)        |     |
| VfL Osnabrück (D3)       | 2 - 1 | Borussia Mönchengladbach (D1) |     |
| Paderborn 07 (D2)        | 1 - 2 | FC Nuremberg (D1)             |     |
| Rot-Weiss Essen (D2)     | 1 - 2 | SG Eintracht Francfort (D1)   |     |
| MSV Duisbourg (D2)       | 3 - 2 | Bayer Leverkusen (D1)         |     |
| Stuttgarter Kickers (D3) | 0 - 2 | Hertha BSC Berlin (D1)        |     |
| Bayern Munich (D1)       | 1 - 0 | FC Kaiserslautern (D2)        |     |

1. ↑  aux tirs au but
2. 1 2  après prolongations
3. ↑  Match arrêté à la 86e minute. Le Bayern de justesse — Brève sur lequipe.fr.

## Huitièmes de finale
Les matchs des huitièmes de finale se sont joués les 19 et 20 décembre 2006. 
Le VfL Osnabrück est le dernier club de D3 encore en lice à se stade de la compétition.
| Équipe 1                    | Score | Équipe 2               |     |
| VfL Osnabrück (D3)          | 0 - 3 | Hertha BSC Berlin (D1) |     |
| VfL Bochum (D1)             | 1 - 4 | VfB Stuttgart (D1)     |     |
| SG Eintracht Francfort (D1) | 3 - 1 | FC Cologne (D2)        |     |
| FC Nuremberg (D1)           | 0 - 0 | Unterhaching (D2)      | 2-1 |
| Kickers Offenbach (D2)      | 2 - 1 | Wacker Burghausen (D2) |     |
| Greuther Fürth (D2)         | 1 - 3 | VfL Wolfsburg (D1)     |     |
| Hanovre 96 (D1)             | 1 - 0 | MSV Duisbourg (D2)     |     |
| Aix-la-Chapelle (D1)        | 4 - 2 | Bayern Munich (D1)     |     |

1. ↑  après prolongations
2. ↑  aux tirs au but

## Quarts de finale
Les matchs des quarts de finale se sont joués les 27 et 28 février 2007. 
Le Kickers Offenbach est le dernier club de D2 encore en lice à se stade de la compétition.
| Équipe 1               | Score | Équipe 2                    |     |
| FC Nuremberg (D1)      | 0 - 0 | Hanovre 96 (D1)             | 4-2 |
| VfL Wolfsburg (D1)     | 2 - 0 | Aix-la-Chapelle (D1)        |     |
| Kickers Offenbach (D2) | 0 - 3 | SG Eintracht Francfort (D1) |     |
| VfB Stuttgart (D1)     | 2 - 0 | Hertha BSC Berlin (D1)      |     |

1. ↑  aux tirs au but

## Demi-finale
Les matchs des demi-finale se sont joués les 17 et le 18 avril 2007. 
Il ne reste plus que des clubs de 1re division à ce stade de la compétition.
| Équipe 1           | Score | Équipe 2                    |
| FC Nuremberg (D1)  | 4 - 0 | SG Eintracht Francfort (D1) |
| VfL Wolfsburg (D1) | 0 - 1 | VfB Stuttgart (D1)          |

## Finale
La finale s'est tenue au Stade olympique de Berlin le 26 mai 2007, et a vu la victoire du FC Nuremberg pour la quatrième fois de son histoire.
Le FC Nuremberg a privé ainsi le VfB Stuttgart du doublé Coupe/Championnat.
| Équipe 1          | Score | Équipe 2           |
| FC Nuremberg (D1) | 3 - 2 | VfB Stuttgart (D1) |